# مقالات عن بعض الأسئلة غير المحسومة في الاقتصاد السياسي
مقالات عن بعض الأسئلة غير المستقرة في الاقتصاد السياسي هي رسالة عن الاقتصاد السياسي كتبها جون ستيوارت ميل عام 1844. قانون والراس [الإنجليزية]، وهو مبدأ في نظرية التوازن العام سمي على شرف ليون والراس، تم التعبير عنه لأول مرة بواسطة ميل في هذه الأطروحة.

## روابط خارجية
- النص كامل على مشروع غوتنبرغ
- Essays on Some Unsettled Questions of Political Economy public domain audiobook at LibriVox